# Elasmostethus
Elasmostethus is een geslacht van wantsen uit de familie kielwantsen (Acanthosomatidae). Het geslacht werd voor het eerst wetenschappelijk beschreven door Franz Xaver Fieber in 1860.

## Soorten
Het genus bevat de volgende soorten:

- Elasmostethus amabilis Yamamoto, 2003
- Elasmostethus atricornis (Van Duzee, 1904)
- Elasmostethus brevis Lindberg, 1934
- Elasmostethus cruciatus (Say, 1831)
- Elasmostethus dorsalis Jakovlev, 1876
- Elasmostethus elasmosthethoides (Breddin, 1903)
- Elasmostethus emeritus (Fabricius, 1775)
- Elasmostethus gracilis Ruckes, 1963
- Elasmostethus hasegawai Yamamoto, 2003
- Elasmostethus humeralis Jakovlev, 1883
- Elasmostethus interstinctus (Linnaeus, 1758)
- Elasmostethus kansuensis Hsiao & S.L. Liu, 1977
- Elasmostethus kerzhneri Yamamoto, 2003
- Elasmostethus ligatus (Erichson, 1842)
- Elasmostethus lineus (Dallas, 1851)
- Elasmostethus membranaceus Shiraki, 1913
- Elasmostethus minor Horváth, 1899
- Elasmostethus nigropunctatus (Reuter, 1881)
- Elasmostethus nubilus (Dallas, 1851)
- Elasmostethus rotundus Yamamoto, 2003
- Elasmostethus sastragaloides (Breddin, 1903)
- Elasmostethus suffusus (Distant, 1900)
- Elasmostethus taeniolus (Dallas, 1851)
- Elasmostethus tenuispinum (Breddin, 1903)
- Elasmostethus yunnanus Hsiao & S.L. Liu, 1977